# توم لاينر
توم لاينر (بالإنجليزية: Tom Liner)‏ هو لاعب كرة قدم ومدرب كرة قدم أمريكي في مركز حراسة المرمى، ولد في 27 نوفمبر 1970 في ريدوود في الولايات المتحدة. لعب مع سان خوسيه إيرثكويكس.

## وصلات خارجية
- توم لاينر على موقع الدوري الأمريكي (الإنجليزية)
- توم لاينر على موقع قاعدة بيانات كرة القدم.إي يو (الإنجليزية)